# Ioan de Rila
Sfântul Ioan de Rila (în bulgară Свети Йоан (Иван) Рилски, transliterat: Sveti Ioan (Ivan) Rilski; n. 876 – d. 18 august 946) a fost primul sihastru bulgar, venerat ca sfânt patron al bulgarilor și ca unul din cei mai importanți sfinți ai creștinismului bulgar. Portretul său se va afla pe reversul național al monedelor de 1 euro emise de Bulgaria, cu putere de circulație în zona euro de la 1 ianuarie 2026.

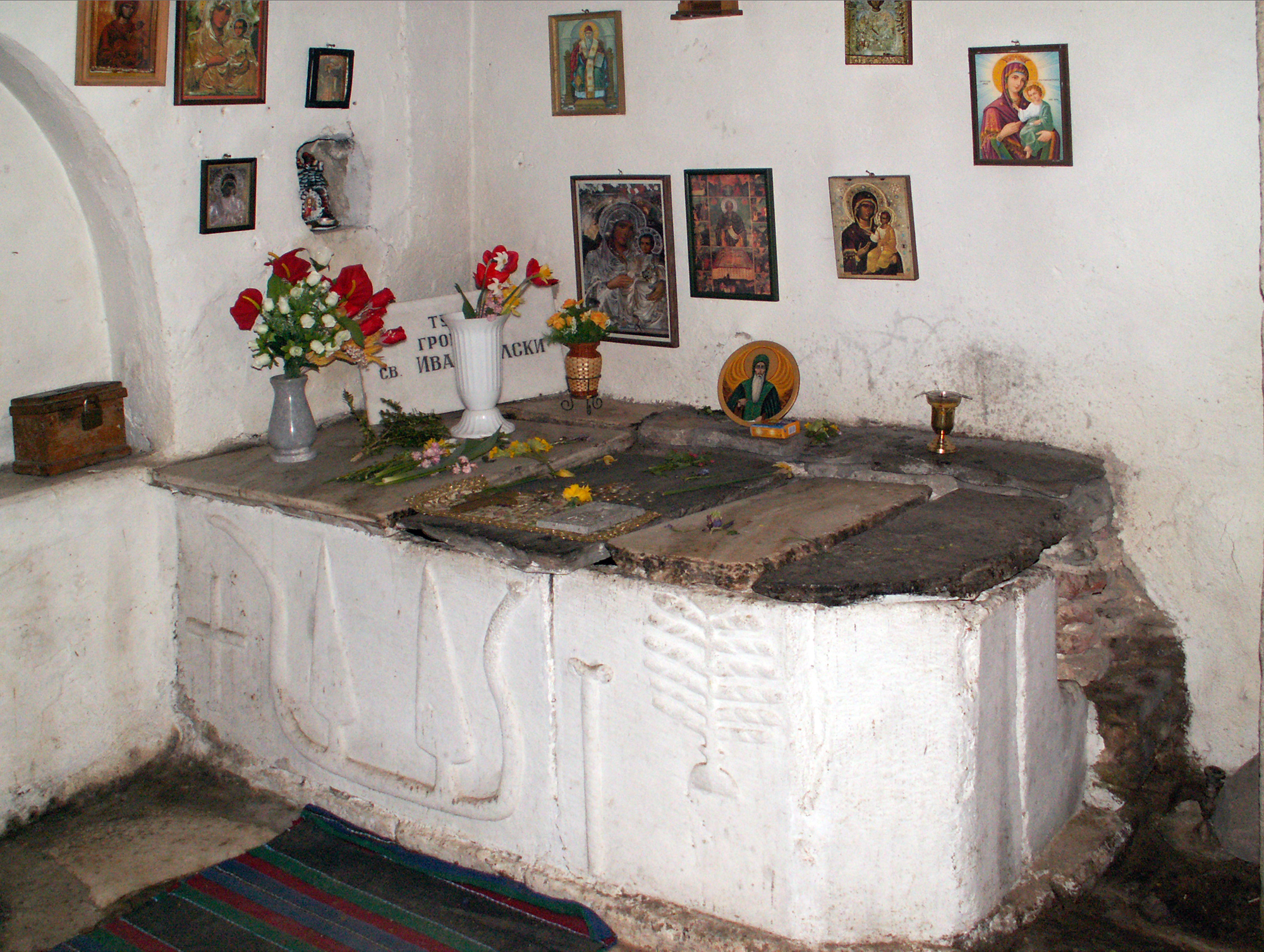
Mormântul Sf. Ioan de Rila de lângă Mănăstirea Rila

## Viața

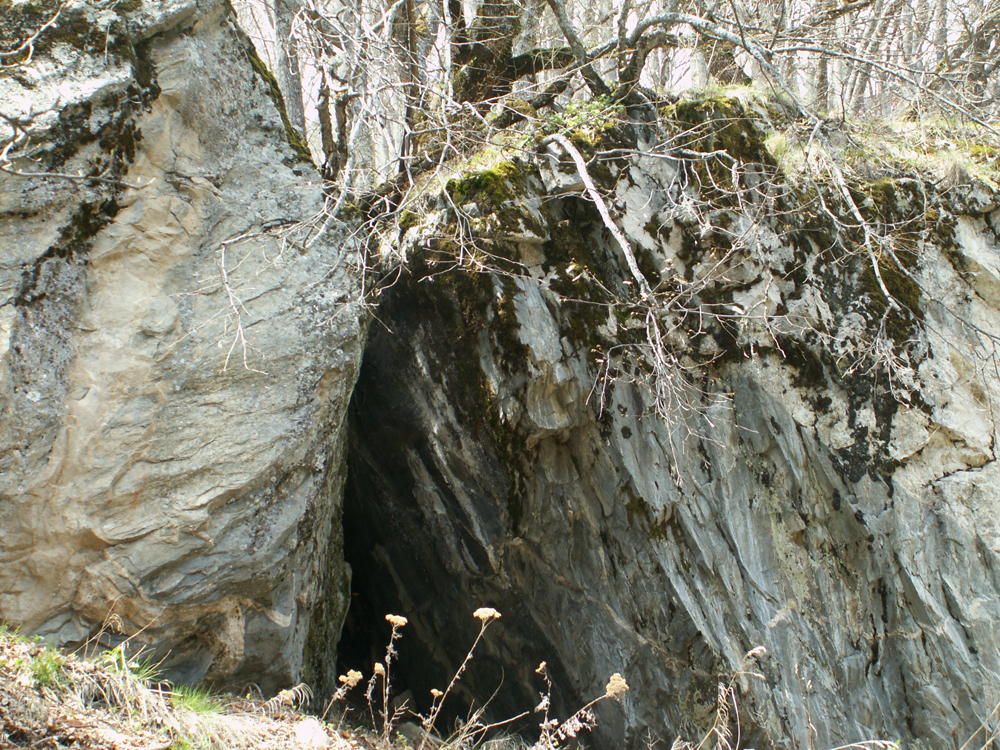
Grota Sf. Ioan de Rila de lângă Mănăstirea Rila

Sfântul Ioan de Rila s-a născut în jurul anului 867 d.Hr. în Skrino, la poalele muntelui Osogovo (în apropierea actualului oraș Dupnița). El a trăit în timpul domniei țarului Boris I (852-889), al fiilor săi Vladimir (Rassate) (889-893) și Simeon I cel Mare (893-927) și al fiului celui din urmă - țarul Petru I (927-969).
A fost inițial păstor, pentru ca la vârsta de 25 de ani să devină preot la mănăstirea Sf. Dimitrie aflată la poalele piscului Ruen. După ce a acceptat viața de călugăr, a părăsit mănăstirea pentru a-și continua traiul în singurătate și rugăciune. Sfântul Ioan de Rila a trăit în izolare în diferite locuri, înainte de a merge în munții Rila. Acolo și-a petrecut restul vieții sale în rugăciune într-o grotă sărăcăcioasă și lipsită de confort.
Legendele create în jurul său spun că animalele sălbatice veneau în mod liber la el și păsările i se așezau pe mâinile sale. Ucenicii săi au fondat mai multe biserici în onoarea sa, inclusiv celebra Mănăstire Rila. Una din aceste biserici, „Sf. Ivan Rilski”, a fost descoperită abia în anul 2008, în orașul Veliko Tărnovo.
Potrivit legendei, sfântul Ioan de Rila ar fi săvârșit numeroase minuni cu scopul de a-i ajuta pe oameni. Acestea i-au adus o faimă nedorită de el, deoarece încerca să ducă o viață de pustnic și să evite contactul cu alte persoane. Un număr tot mai mare de ucenici, mulți tineri credincioși și susținători au construit o tabără în jurul grotei lui, căutând să obțină o binecuvântare de la el. Astfel, Sfântul Ioan a înființat Mănăstirea Rila, care este considerată principala mănăstire a Bulgariei.
Veștile minunilor săvârșite de el au ajuns până în capitala Țaratului Bulgar. Țarul Petru I (fiul țarului Simeon I) a călătorit 120 km până în Munții Rila pentru a se întâlni cu Sf. Ioan și a-i cere sfaturi pe plan spiritual. Întâlnirea lor este descrisă în detaliu într-una din hagiografiile Sf. Ioan de Rila, precum și în Testamentul Sf. Ioan de Rila. După o călătorie lungă și obositoare, țarul Petru I a ajuns la locul unde trăia Sf. Ioan, dar și-a dat seama că accesul la locuința sfântului era inaccesibil, probabil din cauza terenului accidentat. Așa cum arată hagiografiile medievale, Sf. Ioan de Rila a refuzat să-l întâlnească personal pe țar pentru a nu fi ispitit de vanitate și mândrie din cauza acestei vizite extraordinare care i s-a făcut. Ca atare, cei doi bărbați au rămas la distanță unul de altul. Țarul a trimis un soldat să-i aducă sfântului darurile cu care venise. Sf. Ioan de Rila a păstrat doar o mică parte din hrană și a înapoiat tot aurul și darurile de preț, afirmând că monarhii au nevoie de aur pentru a apăra țara și a-i ajuta pe cei săraci.
Cu puțin timp înainte de moartea sa (ce a avut loc la 18 august 946) Sf. Ioan de Rila și-a scris testamentul (Zavet), care este considerat astăzi o operă literară și o îndrumare morală către urmașii săi și către poporul bulgar.
Considerat sfântul patron al poporului bulgar, Sf. Ioan de Rila este sărbătorit în fiecare an, la 18 august și la 19 octombrie.

## Moaște

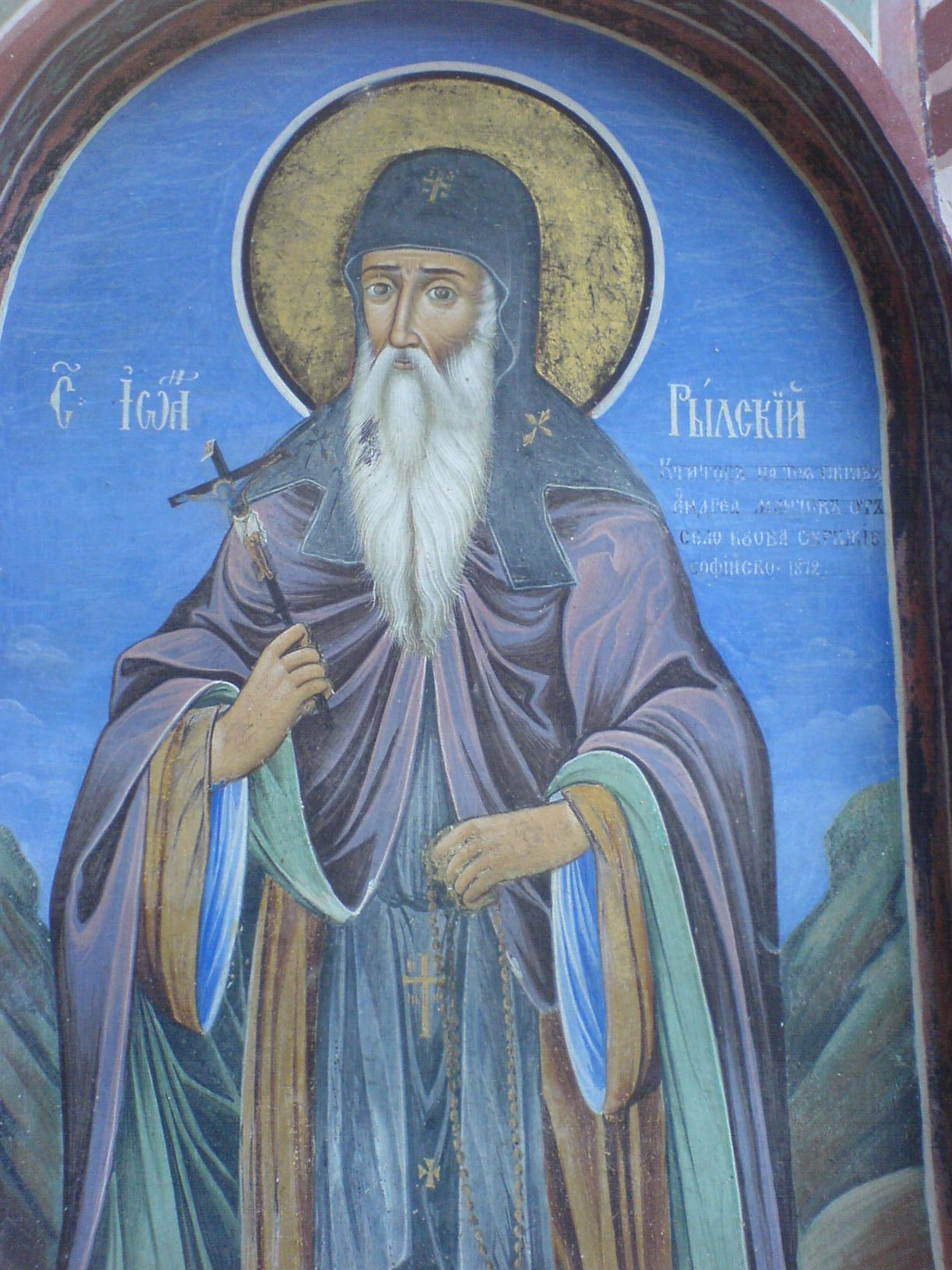
Sfântul Ioan de Rila - frescă din biserica Mănăstirii Rila, Bulgaria.

La scurt timp după moartea sfântului, rămășițele sale pământești, despre care se presupunea că aveau puteri miraculoase, au fost transferate la Sofia în timpul domniei țarului Petru I (927-969).
După ce regele maghiar Béla al III-lea a cucerit Sofia în 1183, moaștele Sf. Ioan de Rila au fost trimise la Esztergom, unde au rămas timp de patru ani, după care au fost readuse la Sofia în 1187.
În 1194 țarul bulgar Ioan Asan I a poruncit ca moaștele să fie mutate în capitala sa, Veliko Tărnovo. După cucerirea orașului de către turci în 1393, ele au fost readuse la Mănăstirea Rila în 1469, la cererea sultanei Mara Branković, văduva fostului sultan Murad al II-lea.

## Cultul său și evlavia populară
Sf. Ioan de Rila este considerat sfântul patron al Bulgariei și al poporului bulgar, fiind venerat pe scară largă atât în țara sa natală, cât și în diaspora bulgară din străinătate. El este privit în mod tradițional ca fondator al Mănăstirii Rila, un sit al Patrimoniului Mondial UNESCO considerat ca fiind unul dintre cele mai importante monumente culturale, istorice și arhitecturale ale Bulgariei. Una dintre cele două biserici ortodoxe bulgare din Chicago, Sf. Ioan de Rila, îi este dedicată lui, fiind situată în zona Portage Park.
În calitate de sfânt patron al poporului bulgar, trecerea sa la cele veșnice este comemorată în fiecare an, la datele de 18 august și 19 octombrie. Una dintre minunile săvârșite de Sfântul Ioan de Rila este cunoscută ca „fabula celor două plăcinte”: el a ajutat la hrănirea unor săraci pe care i-a vizitat aducând cu el două plăcinte pe care le primise de la plăcintarul satului. El este considerat din acest motiv patronul plăcintarilor și se spune că „cele două plăcinte ale lui Ioan” vor reprezenta întotdeauna un mod de mulțumire al fabricanților de plăcinte pentru plăcintarii săraci care au oferit sfântului ultimele lor două plăcinte. Această zi este sărbătorită încă în America de Nord în Ziua Națională a Plăcintelor, la data de 23 ianuarie, unde există tradiția de a aduce „două plăcinte” celor pe care-i vizitezi.
Mănăstirea Ioannovsky, cea mai mare mănăstire din Sankt-Petersburg, îl comemorează pe acest sfânt. Pasul Sf. Ivan Rilski de pe insula Livingston din arhipelagul South Shetland, Antarctica, este numit după Ioan de Rila. Capela „Sf. Ioan de Rila”, construită în anul 2003 la baza St. Kliment Ohridski de pe insula Livingston, este primul edificiu ortodox din Antarctica și cel mai sudic lăcaș de cult din lume.

## Numismatică
O icoană a sfântului Ioan de Rila este reprezentată pe reversul monedei bulgare de 1 leva emisă în 2002 și pe aversul bancnotei de 1 leva, emisă în 1999.
Portretul sfântului Ioan de la Rila se va  afla pe reversul național al monedei euro bulgare cu valoarea nominală de 1 euro, care va intra în circulație la 1 ianuarie 2026.

## Legături externe
- Pravoslavieto.com page about St Ivan of Rila
- National Pie day which celebrates Saint Ivan's passing of the "Two Pies" Arhivat în 19 aprilie 2016, la Wayback Machine.